# Balfour Beatty
Pour les articles homonymes, voir Balfour (homonymie) et Beatty.
Balfour Beatty plc (LSE : BBY) est la deuxième plus grosse entreprise britannique de construction et de génie civil. Cotée à la Bourse de Londres, elle est présente dans l'indice FTSE 250.

## Actionnaires
Liste des principaux actionnaires au 30 octobre 2019.
| Causeway Capital Management     | 8,99% |
| M&G Investment Management       | 6,23% |
| Schroder Investment Management  | 4,99% |
| Newton Investment Management    | 4,54% |
| Invesco Asset Management        | 4,22% |
| BlackRock Investment Management | 3,63% |
| Invesco Advisers                | 3,08% |
| Standard Life Investments       | 2,91% |
| Franklin Mutual Advisers        | 2,75% |
| FIL Investment Advisors         | 2,38% |